# Arachnocephalus bidentatus
Arachnocephalus bidentatus är en insektsart som beskrevs av Lucien Chopard 1951. Arachnocephalus bidentatus ingår i släktet Arachnocephalus och familjen Mogoplistidae. Inga underarter finns listade i Catalogue of Life.